# 신안초등학교 둔철분교
신안초등학교 둔철분교는 경상남도 산청군 신안면 둔철산로472번길 37-6 (안봉리)에 있었던 초등학교이다.

## 연혁
- 1967년 4월 1일 월성국민학교 둔철분실
- 1968년 3월 12일 월성국민학교 둔철분교장
- 1997년 2월 22일 제19회 졸업(204명)
- 1997년 3월 1일 신안초등학교로 편입
- 1998년 3월 1일 본교로 통합